# Pat Walkden
Patricia Walkden, detta Pat (Bulawayo, 12 febbraio 1946), è una tennista zimbabwese naturalizzata sudafricana.

## Biografia
Durante la sua carriera giunse in finale nel doppio al Roland Garros nel 1967 perdendo contro la coppia composta da Françoise Dürr e Gail Sherriff Chanfreau in due set (6-2, 6-2), la sua compagna nell'occasione era Annette Van Zyl.
Sempre nel doppio al torneo di Wimbledon del 1970 giunse ai quarti di finale, stesso risultato giunto due anni dopo all'US Open.
Nel singolare il suo miglior piazzamento in uno dei tornei maggiori fu il quarto turno più volte raggiunto nella sua carriera, come a Wimbledon nel 1969 fermata da Lesley Bowrey in tre set. Giunse in finale nel 1973 al German Open dove perse contro Helga Masthoff per 6-4, 6-1.